# Francesco Gaude
Francesco Gaude OP (* 5. April 1809 in Cambiano; † 14. Dezember 1860 in Rom) war Kardinal der römisch-katholischen Kirche.

## Leben
Gaude trat 1823 in Turin in den Dominikanerorden ein und legte am 20. April 1825 die ewige Profess ab. Im November 1832 empfing er die Priesterweihe. Anschließend war er bis 1839 als Theologieprofessor tätig, zunächst im Dominikanerkonvent von Forlì, anschließend in Lugo. Von 1839 bis 1844 unterrichtete er Dogmatische Theologie an der Universität von Macerata; zudem war er Superior des dortigen Dominikanerkonvents. Im März 1846 wurde Gaude zum Ordensprovinzial der Lombardei berufen, ehe er schon im Oktober desselben Jahres Generalprokurator der Dominikaner wurde.
Nach einer Tätigkeit als Professor an der Universität La Sapienza in Rom wurde er am 15. März 1853 zum Konsultor der Bischofskongregation berufen. Im Oktober desselben Jahres wurde Gaude erster Rektor des neugegründeten Seminario Pio. Im Konsistorium vom 17. Dezember 1855 nahm ihn Papst Pius IX. als Kardinalpriester von Santa Maria in Aracoeli ins Kardinalskollegium auf. Am 21. Dezember 1857 optierte er auf die Titelkirche Santa Maria sopra Minerva. Kardinal Gaude war bereits zuvor Vizepräsident der päpstlichen Kommission, die sich mit der 1855 abgeschlossenen Restauration dieser Dominikanerkirche befasste.
Francesco Gaude starb 1860 in Rom und wurde in seiner Titelkirche Santa Maria sopra Minerva beigesetzt. Seit 1857 und auch noch nach seinem Tod erschienen mehrere Sammlungen päpstlicher Dekrete, an deren Erstellung er beteiligt war.